# Calolamia
Calolamia is een kevergeslacht uit de familie van de boktorren (Cerambycidae). De wetenschappelijke naam van het geslacht werd voor het eerst geldig gepubliceerd in 1953 door Tippmann.

## Soorten
Calolamia is monotypisch en omvat slechts de volgende soort:
- Calolamia bicordifera Tippmann, 1953